# Gehöft

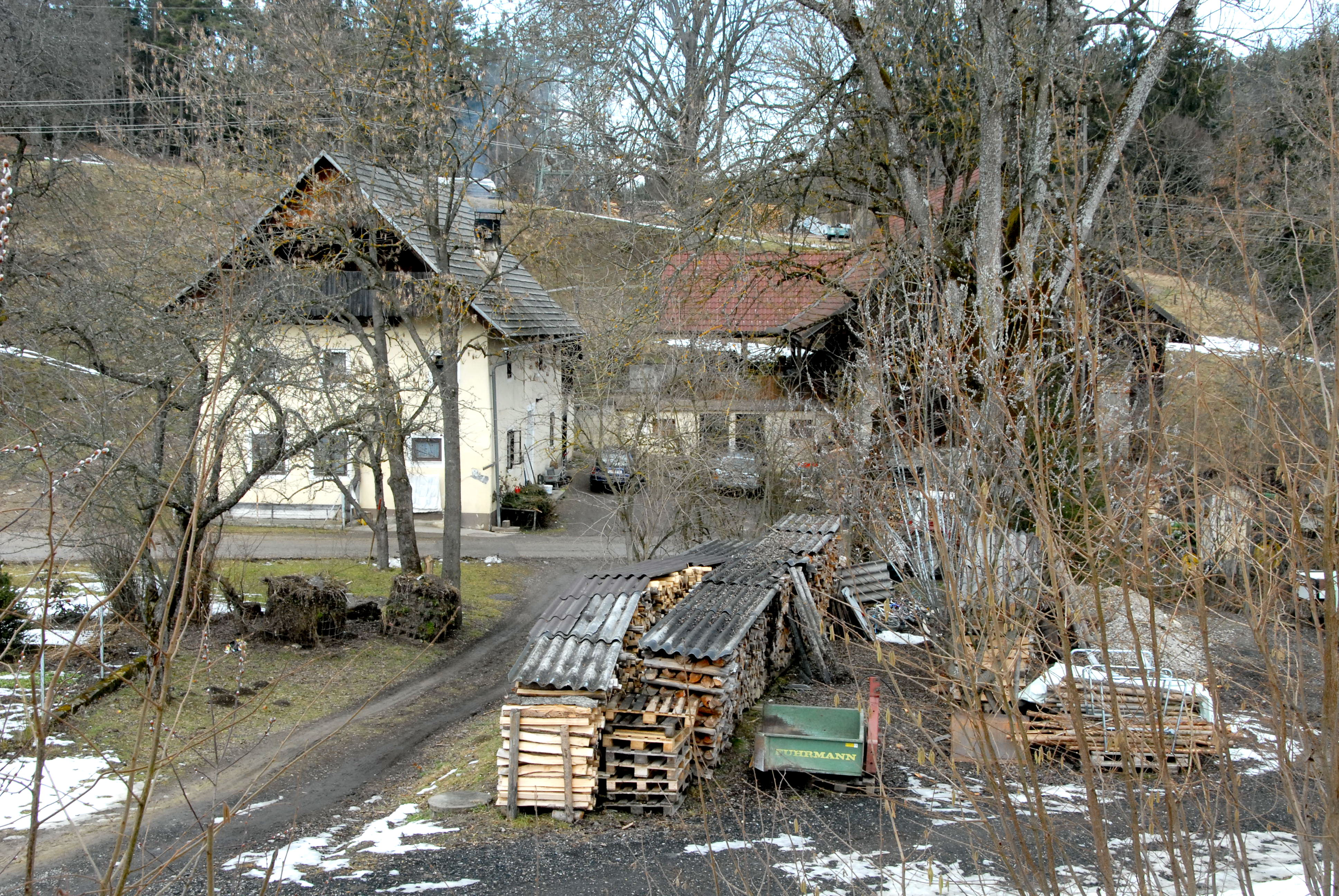
Gehöft im Weiler St. Nikolai, Ortsteil der Gemeinde Keutschach im österreichischen Kärnten

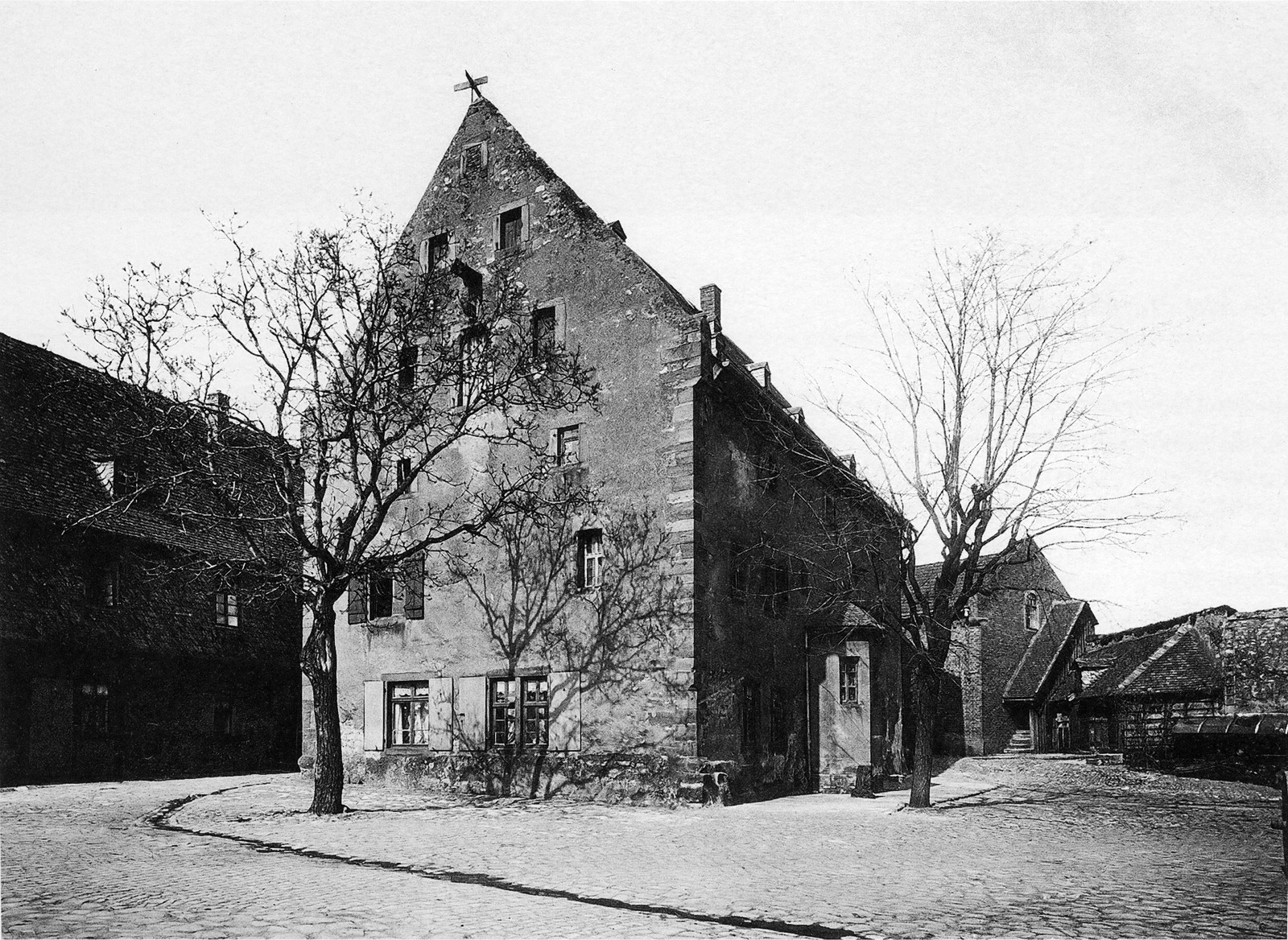
Romanischer Riederhof in Frankfurt-Ostend an der Hanauer Landstraße, 1880

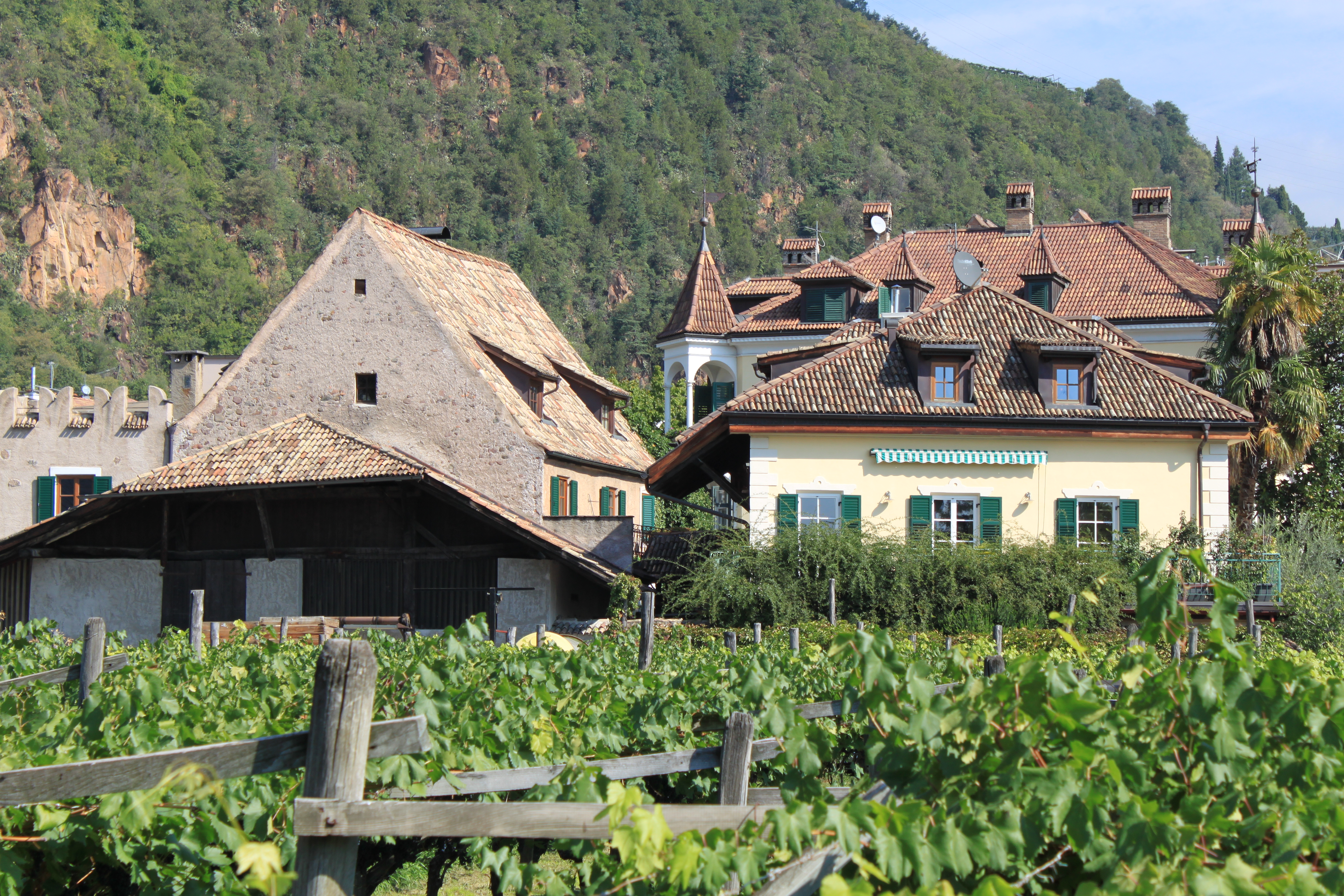
Das im Kern aus dem 15. Jahrhundert stammende Weingehöft Schmid-Oberrautner in Bozen, Südtirol

Ein Gehöft ist ein bebautes Grundstück ländlichen Typs, das als Wohn- und Arbeitsstätte angelegt ist für Personen, die eng miteinander verwandt sind oder gemeinsam wirtschaften.

## Siedlungstypus
Das Gehöft besteht als Hofstelle aus einem oder selten mehreren Haupthäusern und weiteren funktionalen Gebäuden. Manchmal befindet sich in reicheren Gehöften eine eigene Kapelle.
Gehöfte sind entweder typische Siedlungsformen (Haufenhof, Einzelsiedlung) oder Weiler aus mehreren Wohnsitzen auf beengtem Siedlungsraum (etwa Talschultern in den Alpen, Trockeninseln in Feuchtgebieten bei Moorbesiedelung) oder sind entstanden durch Erbteilung eines ursprünglichen Einzelhofes.
Unterschiedliche Formen sind der Bauernhof und der Herrenhof, Meierhof, Gutshof oder Fronhof.

## Lokale Varianten
Im Allgemeinen werden Gehöft, Hof, Bauerngut und Gut weitgehend synonym als Bezeichnung eines landwirtschaftlichen Betriebes innerhalb der Ortslage verwendet. Es handelt sich dabei in der Regel um einen Familienbetrieb. In Weinbaugebieten ist der Winzerhof die Bezeichnung für eine Gebäudegruppe mit einem Kelterhaus. Ein außerhalb der Ortslage befindliches Gehöft heißt dann Vorwerk, wenn es Teil einer übergeordneten Wirtschaftseinheit wie eines Rittergutes, eines Klosters oder eines Erbgerichtes war.
Für den bayerisch-tirolisch-salzburgischen Raum typisch sind die Doppelgehöfte, die in ihrem gemeinsamen Hofnamen häufig die Zusätze Ober-/Unter-, Vorder-/Hinter- oder Inner-/Außer- (Südtirol) zeigen. Der Begriff Hofschaft, der eine Ansammlung mehrerer Häuser oder Höfe bezeichnet, ist nur im Bergischen Land üblich.

## Wortherkunft
Gehöft erschien zuerst am Niederrhein im 14. Jahrhundert als „gehufte“ mit der Bedeutung Wohnstatt und ist verwandt mit Hufe/Hube als Größenangabe eines Landgutes. Bald jedoch gewann es die Nähe zu Hof mit seinem komplizierten Bedeutungswandel.